# Robert III. (Schottland)

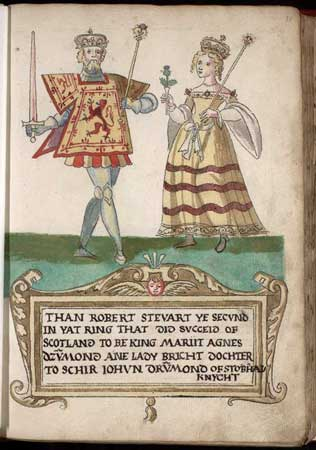
Robert III. von Schottland und Annabella Drummond

Robert III. (eigentlich John Stewart; * 1337; † 4. April 1406 in Rothesay) aus dem Haus Stewart war von 1390 bis zu seinem Tod König von Schottland. 

## Leben

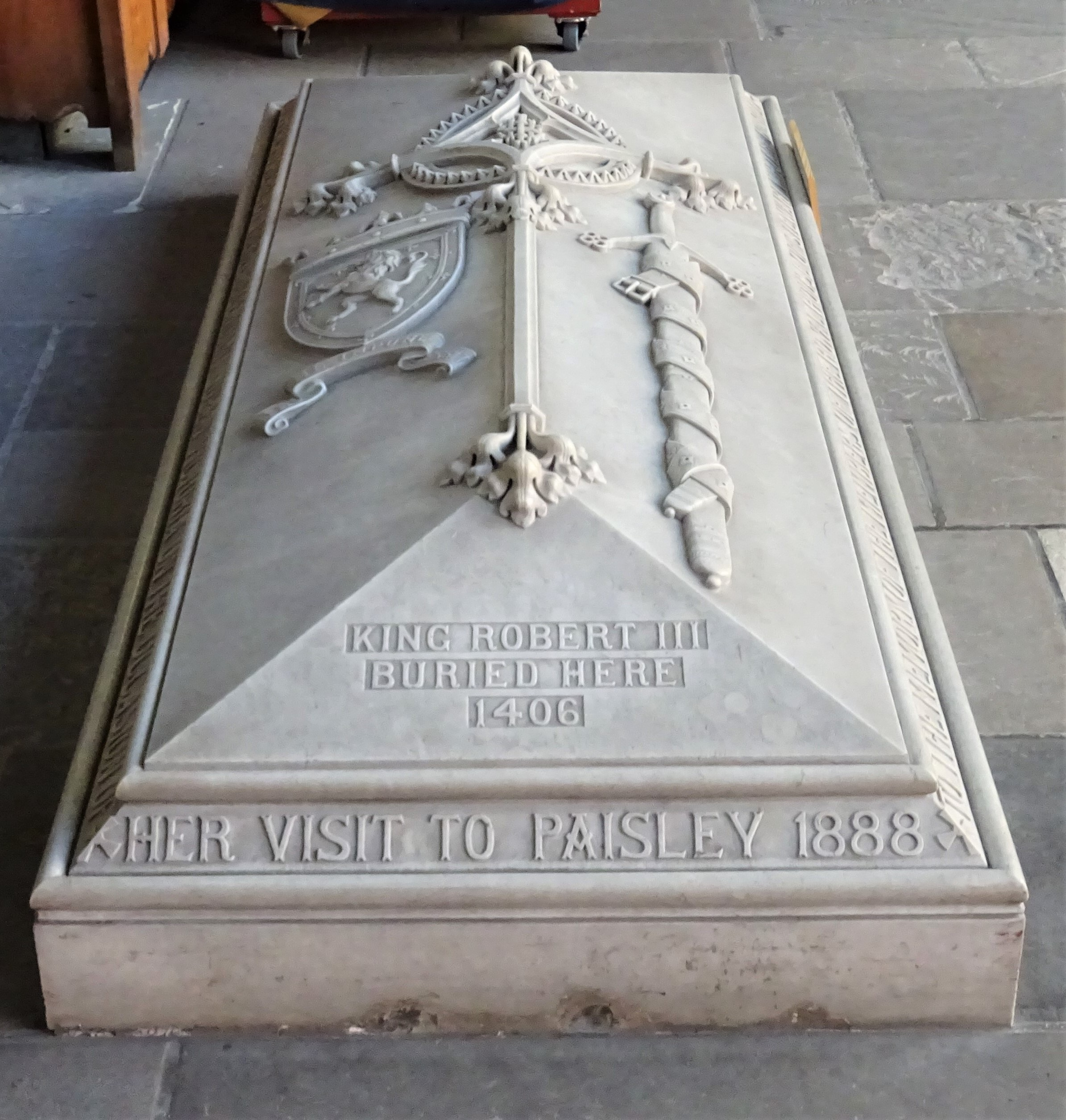
Grabmal in der Paisley Abbey

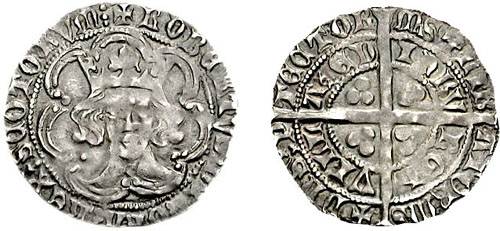
Groschen von Robert III.

Er war der älteste Sohn von Robert II. und dessen erster Ehefrau Elizabeth Mure of Rowallan, einer ehemaligen Mätresse. John Stewart wurde erst 1349 mit der zweiten formellen Hochzeit seiner Eltern legitimiert. Sie hatten zwar schon 1336 geheiratet, doch viele hielten die Ehe damals für nicht rechtmäßig. 
1368 verlieh ihm sein Großonkel, König David II., den Titel eines Earl of Carrick. Er beteiligte sich bis etwa 1387 an den Regierungsgeschäften, bis er durch den Tritt eines Pferdes teilweise gelähmt wurde. Dies ist wahrscheinlich der Grund, weshalb sein Bruder Robert Stewart, 1. Duke of Albany, und nicht der Kronprinz selbst, im Jahr 1389 zum Regenten gewählt wurde. Dennoch folgte er im Mai 1390 seinem Vater auf den Thron. Zu diesem Zeitpunkt änderte er seinen Geburtsnamen John – unbeliebt wegen der Assoziation mit John Balliol – in Robert und wurde am 14. August 1390 in Scone als König Robert III. gekrönt. Obwohl er wahrscheinlich einigen Parlamentssitzungen beiwohnte, herrschte er nur nominell als König von Schottland; die eigentliche Macht lag in den Händen seines Bruders.
Wegen der „Gebrechlichkeit“ des Königs wurde sein ältester Sohn David Stewart, Duke of Rothesay im Jahr 1399 zum Statthalter über Schottland ernannt. Dieser übernahm in Folge fast in alleiniger Verantwortung die Regierungsgeschäfte. Doch bald darauf zerstritt er sich mit seinem Onkel, dem Duke of Albany, und wurde 1402 von diesem aus unbekannten Gründen im Falkland Palace gefangen gehalten. Der Statthalter soll dort verhungert sein. 
Aus Angst um die Sicherheit seines überlebenden Sohnes James (Jakob) versteckte ihn der König auf Dirleton Castle mit der Absicht, ihn von dort aus nach Frankreich zu bringen. Doch einen Monat später, im April 1406, wurde der junge James auf dem Weg dorthin von den Engländern gefangen genommen. König Robert starb kurz darauf auf Rothesay Castle, angeblich aus Kummer über die Gefangennahme seines Sohnes. Er hatte sogar verlangt, unter einem Misthaufen begraben zu werden. Auf seinem Grabstein hätte Folgendes stehen sollen: „Hier liegt der schlechteste aller Könige und der jämmerlichste aller Menschen“. Stattdessen wurde er in Paisley Abbey bestattet. Er betrachtete sich nicht als würdig genug, in Scone, der traditionellen Begräbnisstätte der schottischen Könige, beigesetzt zu werden.

## Familie
Robert III. heiratete 1367 Annabella Drummond (ca. 1350–1402), Tochter des John Drummond of Stobhill, mit der er folgende Kinder hatte:
- David Stewart, 1. Duke of Rothesay (1378–1402);
- Robert Stewart († jung);
- Jakob I., König von Schottland (1394–1437);
- Margaret Stewart, Lady of Galloway († 1456), ⚭ Archibald Douglas, 4. Earl of Douglas;
- Maria Stewart († 1458), ⚭ (1) 1397 George Douglas, 1. Earl of Angus, ⚭ (2) 1405 Sir James Kennedy of Dunure, ⚭ (3) 1413 Sir William Graham of Kincardine, ⚭ (4) 1425 Sir William Edmondstone, 1. Laird of Duntreath;
- Elizabeth Stewart († 1411), ⚭ 1387 James Douglas, 1. Lord of Dalkeith;
- Egidia Stewart († jung).

Daneben hatte er einen unehelichen Sohn namens James Stewart of Kilbride.